# Lý Tự Thành
Lý Tự Thành (李自成) (1606-1645) nguyên danh là Hồng Cơ (鴻基), là nhân vật thời "Minh mạt Thanh sơ" trong lịch sử Trung Quốc. Cuộc khởi nghĩa và cuộc đời của Lý Tự Thành gắn liền với huyền thoại về một cuộc tranh giành giang sơn của Sùng Trinh Hoàng đế và tranh giành mỹ nhân Trần Viên Viên với Ngô Tam Quế vào thời Minh mạt, Thanh sơ. Tích nhân gian kể lại rằng, do việc Sùng Trinh Hoàng đế ban tặng kỹ nữ Trần Viên Viên vốn là người tình cũ của Lý Tự Thành cho tổng binh Ngô Tam Quế làm ái thiếp để trấn an, khi Ngô Tam Quế cầm 10 vạn quân trấn giữ Sơn Hải Quan, nên Tự Thành khởi nghĩa.
Ông đã lãnh đạo cuộc khởi nghĩa chống nhà Minh vào năm 1644, chiếm được kinh thành, lên ngôi hoàng đế, tự xưng là Đại Thuận hoàng đế lập ra "Đại Thuận".
Nhưng chỉ 1 tháng sau đó, quân Mãn Châu, với sự quy hàng của Ngô Tam Quế, đã tràn vào Trung Quốc, lật đổ và tiêu diệt hầu hết lực lượng của Lý Tự Thành. Sau khi mất, ông được truy Miếu hiệu là Cao Tổ, tàn dư của ông cuối cùng đã quy thuận chính đối thủ của mình là nhà Minh vào năm 1646.

## Cuộc đời

### Khởi nghĩa chống Minh
Lý Tự Thành sinh ngày 22 tháng 9 năm 1606 tại huyện Mễ Chi, tỉnh Thiểm Tây. Lý Tự Thành từ nhỏ đã đi thuê chăn cừu cho một gia đình họ Ngãi. Năm 21 tuổi, do đánh chết người nên phải bỏ trốn sang Ngân Xuyên. Năm 1627, Sùng Trinh lên ngôi hoàng đế. Lúc này, triều Minh mục nát, nhưng vua vẫn gắng sức trung hưng cơ nghiệp. Bấy giờ, nhiều cuộc khởi nghĩa của nông dân mang tính nổ ra tự phát khắp nơi. Năm 1630, Trương Hiến Trung khởi nghĩa tại Mễ Chỉ (Thiểm Tây), tự xưng là "Bát Đại Vương". Lý Tự Thành cũng giết chết quan tham rồi làm phản, sau đó đến làm "Sấm Tướng" trong đạo nghĩa quân do người cậu là Cao Nghênh Tường lãnh đạo.
Năm 1635, triều đình cử hai đạo quân đến vây đánh cho nghĩa quân bại trận. Sau thất bại này, Lý Tự Thành và nhiều lãnh tụ nông dân khác đã ý thức được rằng: chỉ có liên hợp tác chiến thì mới có sức mạnh, nên năm đó 13 đạo nghĩa quân đã tụ tập ở Dinh Dương tỉnh Hà Nam để phối hợp tác chiến.
Năm 1636, Cao Nghênh Tường khinh địch chủ quan không may bị bắt rồi bị sát hại. Lý Tự Thành với danh hiệu "Sấm Vương" tiếp tục lãnh đạo nghĩa quân tác chiến, liên tục giằng co với quân Minh.
Nghĩa quân của Sấm vương đánh đến đâu đều phá quan phủ và mở kho lương chia cho nông dân. Tuy vậy nghĩa quân cũng trải qua nhiều thảm bại. Năm 1637, nghĩa quân bị lọt vào ổ mai phục, đội ngũ bị đánh tan, Lý Tự Thành cùng mười mấy người khác buộc phải lẩn trốn trong vùng rừng núi Thương Lạc.
Năm 1639, Lý Tự Thành dẫn quân xuống núi, nhưng lại bị vây khốn trong núi Ngư Phục - Ba Tây, ông dẫn 50 kỵ binh phá vây chạy về Hà Nam. Bấy giờ tỉnh Hà Nam đang bị đại hạn, hàng vạn nông dân kéo theo quân khởi nghĩa, khiến số quân tăng đến khoảng 60 vạn.
Năm 1641, Lý Tự Thành tự xưng là "Phụng Thiên Xướng Nghĩa Đại nguyên soái", khuyến dụ nạn dân với ruộng đất và tài sản, kêu gọi khởi nghĩa.
Vào lúc này, triều đình nhà Minh có ngoại hoạn là Mãn Châu ở đông bắc, một khi Hoàng Thái Cực và Đa Nhĩ Cổn vượt qua Vạn Lý Trường Thành, sẽ là thảm họa. Từ khi Hồng Thừa Trù và Tổ Đại Thọ đầu hàng, quốc thổ Đại Minh đã mất hết cả Liêu Đông lẫn Liêu Tây. Sơn Hải Quan là quan ải yết hầu duy nhất của Vạn Lý Trường Thành tiếp giáp biển, nếu Ngô Tam Quế quyết tâm chống giữ thành trì, người Mãn Thanh khó xâm nhập Trung Nguyên.
Tuy Hoàng Đế Sùng Trinh thức khuya dậy sớm, cố tự sức chống giữ triều cương, nhưng trong triều đảng tranh liên tục, quân sỹ thương vong cao, đào ngũ liên miên, rồi tướng lĩnh bất tài, không hỗ trợ lẫn nhau, nên tình hình càng lúc càng khó khăn hơn. Của cải đã bị Minh Thần Tông dùng hết, bao nhiêu năm tiền của kiếm được phải dành cho quốc phòng, lại những vương công và quan viên bòn rút tham nhũng, nên thế nước cứ mỗi ngày một xuống. Trong lúc đó, cả nước bị đói nghèo, đại loạn, đất Thục bị Trương Hiến Trung chiếm, Đồng Quan có Lý Tự Thành.

### Thành lập Đại Thuận, đánh đổ nhà Minh
Năm 1643, Lý Tự Thành lên làm "Tân Thuận Vương", chính thức thành lập bộ máy chính quyền mới tại Tương Dương và đổi tên gọi là Tương Kinh. Tháng 10-1643, nghĩa quân Lý Tự Thành đánh chiếm được khu vực Thiểm Tây – Cam Túc ở miền Tây Bắc rộng lớn, hiểm trở xây dựng thành căn cứ kháng chiến lâu dài.
Mùa xuân năm 1644, trung tâm chính quyền mới được dời đến Tây An, "Sấm Vương" được đổi thành "Đại Thuận Vương" và đặt niên hiệu là "Vĩnh Xương". Lý Tự Thành cho ban bố lịch thư mới, cho đúc tiền "Vĩnh Xương", tuyển lựa quan viên tiếp quản chính quyền địa phương... Bấy giờ, nghĩa quân đã lên tới triệu người, Lý Tự Thành bắt đầu phát động chiến tranh tổng lực với Đại Minh.
Thế mạnh như chẻ tre, không bao lâu nghĩa quân lần lượt đánh chiếm được Thái Nguyên, Đại Đồng, Cư Dung Quan và Xương Bình. Ngày 17-3-1644, tiến tới bao vây Bắc Kinh. Trong vòng 10 năm, kinh sư đã giới nghiêm không dưới chục lần. Lý Tự Thành gửi thư tới cho Sùng Trinh, yêu cầu cho mình được làm Thanh Quân Trắc, được phong vương ở đất Thiểm. Sùng Trinh kiên quyết không theo.
Ngày 19-3-1644, quân Lý Tự Thành tiến vào Bắc Kinh, các quan viên triều đình đều mạnh ai nấy bỏ trốn. Sùng Trinh Hoàng đế treo cổ tự tử dưới gốc cây trên Môi Sơn. Quân Đại Thuận vào được Bắc Kinh, kịch chiến với Cẩm Y Vệ rồi mới vào được hoàng cung Bắc Kinh.
Lý Tự Thành vào Bắc Kinh, thấy Sùng Trình đã tự sát, bỗng chốc sầu thảm mà rằng: "Thần định làm Thanh Quân Trắc, trước diệt gian thần, sau đả Di Địch, cùng hoàng thượng hưởng phúc, đâu ngờ Thánh Giá phải tuẫn tiết vì nước vậy. Cũng đều là do gian thần mà ra." Nói rồi, quyết giết hại hết các bá quan trong triều.
Quân Lý Tự Thành tràn đầy phố phường từ đầu này sang đầu khác. Vài trăm người ruổi ngựa chạy thẳng vào Tử Cấm Thành. Vì sợ hãi, dân chúng ai nấy đều bày hương án để bái vọng. Những chữ Thuận hay Thuận Thiên Vương, Vĩnh Xương nguyên niên tân quân vạn tuế... được viết dán đầy cánh cửa. Nhiều người viết hai chữ Thuận dân (dân triều Thuận) dán trên trán. Khi mới vào Bắc Kinh, Lý Tự Thành và các viên chức cao cấp cũng cố gắng quản lý binh sĩ không cho nhũng nhiễu dân chúng, nhưng một thời gian ngắn sau họ không còn đủ sức duy trì quân kỷ, mặt khác không dám làm mạnh sợ binh lính nổi loạn nên đành nhắm mắt làm ngơ cho thủ hạ cướp bóc. Lý Tự Thành và thuộc hạ của ông không đủ sức thành lập chính quyền, duy trì trật tự, tạo ra một triều đình có kỷ cương, tuân theo lễ giáo.
Ngày 20 tháng 3 năm Giáp Thân (26 tháng 4 năm 1644) tức hôm sau ngày Lý Tự Thành vào Bắc Kinh, Sấm Vương ra thông cáo kêu gọi các quan nhà Minh đến thiết triều vào ngày 21, nếu ai muốn làm quan với triều Thuận thì làm, còn không thì cho về quê. Sáng sớm hôm sau, khoảng hơn 3.000 quan lại cũ tụ tập tại cửa Đông Hoa nhưng bị đối đãi rất tệ hại, lùa tất cả qua cửa Thừa Thiên. Lý Tự Thành không xuất hiện và quan lại nhà Minh được lệnh tái trình diện vào ngày 23 tháng 3.
Hai hôm sau, tất cả bị tập trung cùng với một số quan lại bị Sấm Vương bắt từ trước, đứng đợi trong nhiều giờ. Mãi tới chiều tối hôm đó, Lý Tự Thành mới bước ra nghe tuyên đọc tên từng người, mỗi người một bản cáo trạng dài. Trong số hơn 3.000 người đó, quân sư Ngưu Kim Tinh chọn ra 92 người trong đó có Chu Chung (周鍾), một danh thần của nhà Minh, để phục vụ cho triều đình mới, một danh sĩ khác là Trần Danh Hạ (陳名夏) cũng được phục chức và Hàn Lâm Viện được tái lập dưới cái tên mới là Hoằng Văn Quán (弘文館). Những người còn lại được áp tải trở ra giam ở ngoài Tử Cấm Thành. Khi nhìn quan lại phủ phục trước mắt, Lý Tự Thành khinh miệt thành phần quan lại của Minh triều, nay lại quay sang xu nịnh chủ mới. Ông nói trắng ra rằng "những kẻ không dám tận trung tận hiếu với cựu triều thì mong gì có thể phục vụ tân triều hết lòng hết sức được" và "một triều đình đầy rẫy những kẻ vô liêm sỉ thế kia thì làm sao mà không loạn?"

### Thất bại và cái chết
Từ Sơn Hải Quan, tướng Minh là Ngô Tam Quế nhận lệnh cứu viện Bắc Kinh đúng 10 ngày mới xuất binh hồi kinh. Sự dùng dằng, chậm trễ này khiến cho nhiều nhà sử học hoài nghi về Ngô Tam Quế. Nhưng sự thật, có thể hiểu trong phạm vi hơn 200 dặm cách thành Bắc Kinh, Ngô Tam Quế không mấy khó khăn tiêu diệt quân phản loạn Lý Tự Thành với đội binh thiện chiến, giàu kinh nghiệm chiến đấu của mình. Nhưng nỗi lo lắng Sơn Hải Quan sẽ thất thủ làm cơ hội cho người Mãn Thanh vượt qua tiến vào Trung Nguyên một khi Ngô Tam Quế rút bớt quân, quay về Bắc Kinh cứu giá. Có lẽ đây mới là điều giải thích thỏa đáng nhất.
Lý Tự Thành đã bắt cha và gia quyến của Ngô Tam Quế để uy hiếp ông ta. Ngô Tam Quế kéo quân về Bắc Kinh cứu viện đến nửa đường thì nhận tin cấp báo: thành Bắc Kinh đã bị loạn quân Lý Tự Thành chiếm, Sùng Trinh Hoàng đế chạy đến núi Môi Sơn tuẫn tiết. Quan trọng hơn cả là ái thiếp Trần Viên Viên đã bị Lưu Tông Mẫn, một viên Tướng của Lý Tự Thành bắt giữ. Ngô Tam Quế nổi giận, liền quay về Sơn Hải Quan.
Trong một tháng sau đó, Lý Tự Thành liên tiếp sai nhiều đạo quân lên đánh Ngô Tam Quế, phần lớn là những tướng lĩnh cũ của nhà Minh mới thu nhận. Đường Thông bị Ngô Tam Quế đánh bại đầu tháng 4 rồi sau đó Bạch Quảng Ân lên hợp lực cũng không thành công (cả hai đều là tướng cũ nhà Minh). Ngô Tam Quế nhân đà thắng toan điều đình với Sấm Vương để ngừng chiến với điều kiện Lý Tự Thành trao lại cho y thái tử Chu Tử Lãng của vua Sùng Trinh hiện đang trong tay Thuận quân nhưng khi đó Lý Tự Thành đã chuẩn bị đích thân tiến đánh Sơn Hải Quan nên việc không thành.
Lực lượng trong tay Lý Tự Thành khi đó vào khoảng 6 vạn quân. Ngô Tam Quế cho người sang liên lạc với chú và các người thân đang làm việc cho triều đình Mãn Châu ở Thịnh Kinh để liên minh chống Lý Tự Thành. Ngày 15 tháng 4 (20-05-1644), Ngô Tam Quế sai hai tuỳ tướng là Dương Thân (楊珅) và Quách Vân Long (郭雲龍) đến trại quân Thanh, mang bức thư gửi vua Thanh:
Tiểu tướng đã ngưỡng mộ ân đức của Bắc Triều từ lâu, hiềm vì theo kinh Xuân Thu, thần tử không được vượt biên ải nên trước nay chưa hề qua lại. Bệ Hạ chắc cũng biết phận bề tôi phải tận trung. Đến nay vì Ninh Viễn hẻo lánh nên quốc quân ra lệnh bỏ về trấn đóng ở Sơn Hải Quan, cốt để củng cố mặt đông và bảo vệ kinh thành.
Ngờ đâu bọn lưu khấu nổi lên lật đổ hoàng đế. Làm sao một bọn tiểu tặc ô hợp như thế lại có thể làm được chuyện này? Ấy chỉ vì tiên đế bất hạnh nên kinh sư lỏng lẻo, lại thêm một bọn phản thần mở cửa đón giặc vào nên tông miếu mới ra tro.
Ngay khi nhận được thư của Ngô Tam Quế, Đa Nhĩ Cổn liền ra lệnh cho kỳ binh Mãn Châu lập tức tiến xuống Sơn Hải Quan. Chỉ hơn một ngày quân Thanh đã tiến gần 100 km, và ngày 21 tháng 4 âm lịch (26/5/1644) thì hạ trại chỉ còn cách Sơn Hải Quan 8 km, ngựa không tháo cương, người không cởi giáp. Nửa đêm hôm đó hai tướng Ajige và Dodo chỉ huy hai cánh tả hữu trải ra, còn lực lượng chính thì đích thân Đa Nhĩ Cổn tiến vào quan ải. Sáng hôm sau, Ngô Tam Quế cho mở cổng Sơn Hải Quan, kết hợp với Đa Nhĩ Cổn dẫn quân Mãn Thanh vào tiến đánh chiếm lĩnh thành Bắc Kinh vào Tháng 5/1644. Chính quyết định này của Ngô Tam Quế đã mở đường cho quân Mãn Thanh tiến vào Trung Nguyên lập nên triều đại Mãn Thanh thống trị Trung Quốc gần 300 năm.
Lý Tự Thành đem quân nghênh chiến Quế tại Sơn Hải Quan. Ngô Tam Quế tiến lên kịch chiến với Lý Tự Thành ở bờ sông Sa, tưởng đâu đã thất bại. May sao một trận bão cát thổi đến và nhờ gió bụi che mắt, kỵ binh quân Thanh vòng lên đánh vào ngang hông lực lượng của Sấm Vương khiến cho đối phương tán loạn phải bỏ chạy. Lý Tự Thành cố gắng tái tổ chức lực lượng để đương cự nhưng một số đông mất tinh thần chạy thẳng về Bắc Kinh làm cho Sấm Vương cũng phải chạy theo. Thuận quân thua trận đâm ra mất kiểm soát, tới đâu cũng đốt phá, cướp bóc không sao ngăn được, nhiều khu vực lớn bị tan hoang thành bình địa. Tin thắng trận của Ngô Tam Quế truyền tới, nhân dân Bắc Kinh vui mừng khi nghe đồn rằng một hoàng tử nhà Minh sẽ lên nối ngôi.
Ngày 26 tháng 4 năm Giáp Thân (31-5-1644), Lý Tự Thành về đến kinh đô lại cướp phá tất cả các công đường và quan lại. Trong cơn tuyệt vọng sau cùng, Lý Tự Thành quyết định lên ngôi hoàng đế. Một buổi đăng quang tổ chức vội vã ngày 29 tháng 4 (3/6/1644) trong khi thuộc hạ được lệnh chuẩn bị bỏ chạy. Ngày hôm sau Lý Tự Thành cho đốt cung điện rồi cưỡi ngựa kéo quân ra cửa tây, để lại kinh thành khói lửa ngất trời. Tổng cộng Sấm Vương chiếm đóng Bắc Kinh được 42 ngày và làm hoàng đế chưa đầy một buổi.
Người dân Bắc Kinh chờ đón Ngô Tam Quế như một cứu tinh để tái lập nhà Minh. Sáng sớm ngày 1/5 âm lịch (tức 5/6/1644), các bô lão và quan viên trong thành Bắc Kinh đều ra khỏi thành 20 dặm để nghênh đón. Khi đại quân đến thì họ đưa ra một người để hướng dẫn vào kinh đô. Thế nhưng người cầm đầu đoàn quân đến tiếp thu kinh thành lại là Đa Nhĩ Cổn, Duệ Thân Vương người Mãn Châu. Đám đông ai nấy đều ngơ ngác, có người lại cho rằng đây có lẽ là hậu duệ của vua Minh Anh Tông (vua nhà Minh trước đây bị quân Mông Cổ bắt ra ngoài quan ải) nhưng không ai dám lên tiếng. Sau đó Đa Nhĩ Cổn tiến vào điện Võ Anh, ra lệnh cho Lý Minh Duệ (李明睿) làm thị lang bộ Lễ để chuẩn bị công việc an táng cho Minh Tư Tông, đồng thời ra tuyên cáo chiêu an dân chúng, hứa sẽ tha cho bất cứ ai quy thuận và chịu cạo đầu, dóc tóc theo kiểu người Mãn Châu, những ai chống lại sẽ bị tận diệt.
Tàn quân của Lý Tự Thành bị Ngô Tam Quế và quân Thanh truy đuổi ráo riết, tiếp tục kháng cự yếu dần tại các khu vực Hà Nam, Sơn Tây và Thiểm Tây. Đến khoảng tháng 4-1645, trong lúc Lý Tự Thành đang quan sát địa hình trên núi Cửu Cung, huyện Thông Sơn, tỉnh Hồ Bắc thì bị nhóm vũ trang tập kích giết chết vào năm ông 39 tuổi.

## Cái chết của Lý Tự Thành
Lý Tự Thành chết vào năm Thuận Trị thứ ba (1645). Minh sử viết: "Lý Tự Thành bị bọn dân quê vây, không thoát được nên thắt cổ tự tử". Sách Minh Quý bắc lược lại đưa ra một cách lý giải khác: "Lý Tự Thành bị bệnh, chết trong núi La Công".
Thuận Trị Hoàng đế của nhà Thanh rất bất an về Lý Tự Thành nếu "diệt cỏ không diệt tận gốc" sẽ di họa về sau. Nhà vua sai các tướng lĩnh truy kích Lý Tự Thành phải tìm cho ra những bằng chứng về cái chết của nhân vật thủ lĩnh phong trào nông dân này.
Tướng Hà Đằng Giao gởi bản tấu về Bắc Kinh có đoạn: "Không có chứng cứ gì về cái chết của Sấm, thủ cấp của Sấm cũng không thấy". Tướng A Tế Cách (Mãn Châu) cũng có bản tấu về, có đoạn: "Có tên hàng binh ra trình rằng Lý Tự Thành chạy vào núi Cửu Cung, bị dân quê vây, tự thắt cổ mà chết". Nói chung, chẳng có ai có được bằng chứng đích xác khẳng định Lý Tự Thành đã chết hay còn sống và nếu chết, thì chết như thế nào. Tất cả đều chỉ là tin đồn, lời khai lan man.
Còn có hai tư liệu lịch sử khác lại cho rằng Lý Tự Thành vẫn còn sống. Sách Phong Châu kí viết: "Lý Tự Thành chạy trốn đến Giáp Sơn, xuất gia đi tu, bảy mươi tuổi (1676) mới chết ở tư thế ngồi...". Tác giả Giang Dục Chí lại viết Lý Tự Thành mộ chí, có đoạn: "Lý Tự Thành quả thực chạy về Phong Châu... cưỡi ngựa mà đi, đến Giáp Sơn đi tu, chết mộ vẫn còn". Theo Giang Dục Chí, tháp xây trên mộ Lý Tự Thành có hàng chữ "Phụng Thiên Ngọc hoà thượng". Giang Dục Chí cũng khẳng định rằng Lý Tự Thành đi tu năm Thuận Trị thứ nhất và là người quan niệm: "Thắng làm Vua, bại làm sư là cách sống của người Trung Quốc".

## Trong tiểu thuyết võ hiệp Kim Dung
Lý Tự Thành xuất hiện trong 3 tiểu thuyết võ hiệp của nhà văn Kim Dung là: Tuyết sơn phi hồ, Lộc Đỉnh ký và Bích Huyết kiếm. Dưới ngòi bút Kim Dung trong tiểu thuyết Lộc đỉnh ký, Lý Tự Thành được miêu tả là "một vị lão tăng thân hình cao lớn, tay cầm thiền trượng, mặt vuông, dưới cằm có hàm râu xanh, mục quang loang loáng như điện, lộ vẻ uy mãnh phi thường. Lão đứng trước cửa đồ sộ như một trái núi nhỏ, tướng mạo như hùm beo sư tử, khí thế đủ làm cho người ta phát sợ. Con người của Lý Tự Thành rất nhiều lông lá, tiếng nói rổn rảng, khi ngủ ngáy rất dữ dội".
- Trong Bích Huyết kiếm, nhân vật chính Viên Thừa Chí, con trai của võ tướng Viên Sùng Hoán đã lãnh đạo hào kiệt trong giang hồ giúp Lý Tự Thành công phá thành Bắc Kinh. Từ góc nhìn của các nhân sĩ võ lâm, Bích Huyết kiếm thuật lại nhiều sự kiện mấu chốt trong giai đoạn lịch sử cuối đời Minh, từ khi Sùng Trinh suy sụp, Lý Tự Thành lên ngôi, đến khi quân Thanh nhập quan.
- Trong Lộc đỉnh ký, Lý Tự Thành đã trốn lên chùa đi tu, nhưng vẫn muốn báo thù Ngô Tam Quê, và khôn nguôi nhớ đến mối tình với Trần Viên Viên. Ông sống đến năm Khang Hy thứ 10 (1672) và có với Trần Viên Viên một đứa con là Trần A Kha, về sau trở thành một trong những người vợ của Vi Tiểu Bảo. Khi Vi Tiểu Bảo làm Tứ hôn sứ gả công chúa Kiến Ninh qua Vân Nam làm vợ Ngô Ứng Hùng, con trai Ngô Tam Quế, đã gặp Trần Viên Viên và chứng kiến cuộc chiến giữa 2 kẻ thù không đội trời chung là Lý Tự Thành và Ngô Tam Quế.
- Trong Tuyết sơn phi hồ có nói đến giả thuyết Lý Tự Thành sau khi chiếm Bắc Kinh đã thu được 1 lượng kho báu khổng lồ và ông đã để cho 4 thuộc hạ thân tín của mình có họ là Hồ, Miêu, Phạm, Điền chôn giấu nên sau này xảy ra mâu thuẫn giữa 4 nhà, gây nên sóng gió trong giang hồ.